# Xaver Zeltner
Xaver Zeltner (getauft Urs Xaver Joseph Anton Zeltner; * 19. November 1764 in Solothurn, heimatberechtigt ebenda; † 18. September 1835 in Saronno, Lombardei) war ein Schweizer Offizier, Grossrat, helvetischer Senator und Richter.

## Leben und Familie
Xaver Zeltner war der Sohn des Grossrats Franz Anton Zeltner und der Maria Anna geborene de La Martinière. Er heiratete 1794 Orsola Peri aus Lugano. Beider Tochter Emilia heiratete 1819 den ehemaligen Staatsrat Giovanni Battista Morosini (1782–1874). Die Familie war römisch-katholisch. Die Morosinis hatten fünf Töchter und einen Sohn, der 1849 im italienischen Freiheitskampf ums Leben kam.
Zeltner besuchte das Jesuitenkollegium in seiner Heimatstadt. Von 1781 bis 1788 war er Offizier der Schweizergarde in Paris. Im Jahr 1788 war er Amtsschreiber der Amtei Flumenthal und kehrte anschliessend als Notar nach Solothurn zurück. Von 1793 bis 1798 wirkte er als Grossrat in Solothurn und zugleich bis 1794 als Landvogt in Lugano.
Zeltner wurde Anfang Februar 1798 in Solothurn als Patriot verhaftet. Im folgenden Monat wurde er Mitglied der provisorischen Solothurner Regierung und am 26. März helvetischer Senator. Bis 1800 war Zeltner Regierungsstatthalter. Von 1802 bis 1803 vertrat er die Landschaft des Kantons an der Consulta in Paris. Von 1810 bis 1814 gehörte er der liberalen Opposition des Solothurner Grossrats an. Von 1811 bis 1814 war er Appellationsrichter. Im Jahr 1814 wurde Zeltner wiederum Mitglied einer provisorischen Regierung. Da er sich an Umsturzversuchen beteiligte, kam er anschliessend unter Arrest.
In seinem Haus (seit 1936 Kosciuszko-Museum) wohnte von 1815 bis zu seinem Tod 1817 der polnische Freiheitsheld Tadeusz Kościuszko, der zuvor in Frankreich auf dem Landgut von Zeltners Bruder Peter Josef bei Fontainebleau gelebt hatte.
Xaver Zeltner starb am 18. September 1835 im lombardischen Saronno.

## Fussnoten
1. ↑  treccani.it: MOROSINI, Emilio. In: Dizionario Biografico degli Italiani. Band 77. 2012. (Italienisch)

| Personendaten    | Personendaten                                        |
| ---------------- | ---------------------------------------------------- |
| NAME             | Zeltner, Xaver                                       |
| ALTERNATIVNAMEN  | Zeltner, Urs Xaver Joseph Anton (vollständiger Name) |
| KURZBESCHREIBUNG | Schweizer Offizier, Grossrat, Senator und Richter    |
| GEBURTSDATUM     | 19. November 1764                                    |
| GEBURTSORT       | Solothurn                                            |
| STERBEDATUM      | 18. September 1835                                   |
| STERBEORT        | Saronno, Lombardei                                   |